# 袁嘉楠
袁嘉楠（1985年7月11日—），河南郑州人，法国乒乓球运动员。她曾代表法国参加2020年夏季奥林匹克运动会乒乓球比赛，期间在混合双打小项上与埃马纽埃尔·勒贝松搭档进入四强。她還與埃马纽埃尔·勒贝松搭檔奪得2022年歐洲乒乓球錦標賽混雙金牌。